# Plüschow
Plüschow ist ein Ortsteil der Gemeinde Upahl im Landkreis Nordwestmecklenburg in Mecklenburg-Vorpommern (Deutschland).

## Geografie
Plüschow liegt 9 km südöstlich von Grevesmühlen und ist etwa 17 km von Wismar entfernt. Die hügelige Umgebung wird von zahlreichen Gräben durchzogen, die – als Mühlenbach vereint – zur Stepenitz entwässern.
Im Norden des ehemaligen Gemeindegebiets schließt sich ein waldreiches Endmoränengebiet an, das bis auf 113 m ü. NN ansteigt. Hier, im Everstorfer Forst sowie südlich der Bundesstraße 105 befinden sich bedeutende Megalithgräber.
Zur Gemeinde Plüschow gehörten die Ortsteile Friedrichshagen, Hilgendorf, Meierstorf, Naschendorf und Waldeck.

## Geschichte
Friedrichshagen wurde durch den deutschen Kolonisten Fredebern (Wredebern) um 1230 gegründet. Der Name Vredeberneshagen wandelte sich in Frebbershagen und in Friedrichshagen. Das Dorf gehörte zum Kirchspiel Gressow. Die Dorfkirche stammt vom 14. oder 15. Jahrhundert.
Meierstorf war ein kleines Gut oder Domäne. Ein schlichtes, leeres Herrenhaus mit Mittelgiebel liegt erhöht.
Am 1. Juli 1950 wurden die bis dahin selbständigen Gemeinden Friedrichshagen und Meierstorf eingegliedert.
Naschendorf: Hier stehen vier Megalithanlagen verschiedenen Typs.
Plüschow: Schloss Plüschow ließ Phillip Heinrich von Stenglin 1763 bauen. Zuletzt war es nach dem Gothaischen Hofkalendern als Hofgut Teil eines Güterkomplexes der Regenten und Großherzöge von Mecklenburg-Schwerin.
Die zuvor selbständige Gemeinde Plüschow wurde am 1. Januar 2019 nach Upahl eingemeindet. Die Gemeinde Plüschow wurde vom Amt Grevesmühlen-Land mit Sitz in der Stadt Grevesmühlen verwaltet.

## Sehenswürdigkeiten

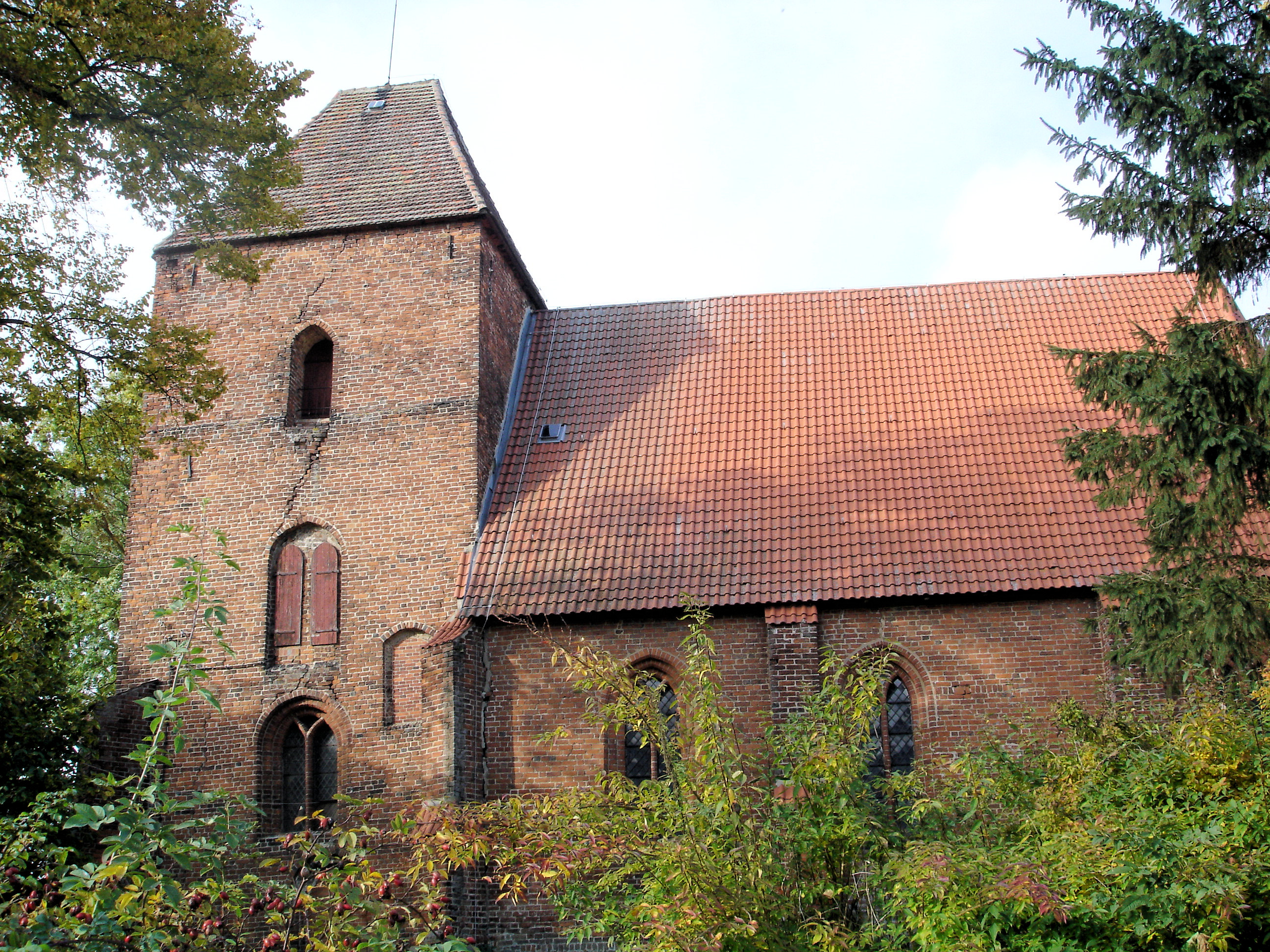
Backsteinkirche Friedrichshagen

→ Siehe auch Liste der Baudenkmale in Upahl#Plüschow
- Herrenhaus in Plüschow, das sich Philipp Heinrich von Stenglin 1763 errichten ließ und in dem heute ein Kunstverein angesiedelt ist, der verschiedene kulturelle Veranstaltungen durchführt.
- Die Dorfkirche Friedrichshagen ist ein backsteingotisches Bauwerk vom 14. oder 15. Jahrhundert. Eine wertvolle Inneneinrichtung mit dem Schnitzaltar aus dem 15. Jahrhundert, dem Altar von 1704, der Rokoko-Kanzel aus dem 18. Jahrhundert und der Orgel von 1860 zeichnet die Kirche aus. Sie wird durch die Kirchgemeinde Dambeck-Beidendorf mitverwaltet.
- Gutshaus Hilgendorf: Eingeschossiger, 10-achsiger Putzbau mit Mittelrisalit.

## Wirtschaft und Infrastruktur
Die Gegend um Plüschow wird hauptsächlich von der Landwirtschaft bestimmt. Im Ortsteil Naschendorf wird ein Kieswerk betrieben.

## Verkehr
Der Haltepunkt Plüschow liegt an der Bahnstrecke Lübeck–Bad Kleinen.
Die Bundesautobahn 20 teilt das ehemalige Gemeindegebiet in zwei Hälften. Die nächste Anschlussstelle (Grevesmühlen) liegt sechs Kilometer westlich von Plüschow. Die Bundesstraße 105 streift den Norden des ehemaligen Gemeindegebietes.